# Madeleine McGraw
Madeleine McGraw (San José, 22 de dezembro de 2008) é uma atriz norte-americana. Ela ganhou reconhecimento pelos seus papéis em vários projetos com temática de terror, incluindo o programa de televisão Outcast (2016–2018) e os filmes The Mandela Effect (2019) e The Black Phone (2021), que lhe renderam uma indicação ao Saturn Award de Melhor Performance de um Ator Jovem.
Ela também estrelou como Zoey Campbell na série Secrets of Sulphur Springs (2021–2023) do Disney Channel e, desde então, interpretou uma versão mais jovem de Hope van Dyne no filme Homem-Formiga e a Vespa (2018) do Universo Cinematográfico Marvel (MCU) e na série What If...?, do Disney+. (2023).

## Carreira
McGraw fez sua estreia no cinema como atriz mirim no filme Sniper Americano (2014). Depois de aparecer em vários programas de televisão, ela estrelou o filme de drama e terror Outcast (2016–2018).
McGraw também atuou como uma versão infantil de personagens de diversos filmes, incluindo: Homem-Formiga e a Vespa (2018) como Hope van Dyne interpretada por Evangeline Lilly, Pacific Rim Uprising (2018) como a jovem Amara Namani interpretada por Cailee Spaeny, e The Mitchells vs. the Machines (2021) como Katie Mitchell interpretada por Abbi Jacobson. Durante esse tempo, ela também dublou alguns personagens em filmes da Pixar, incluindo Maddy McGear em Carros 3 (2017) e Bonnie em Toy Story 4 (2019). Ela também apareceu em The Mandela Effect (2019).
McGraw reprisou seu papel como a jovem Van Dyne na segunda temporada da série animada do Disney+ What If...? (2023). Ela também estrelou em The Curse of the Necklace (2024), ao lado de sua irmã Violet. Em abril de 2025, foi anunciado que ambas as irmãs estrelariam um filme intitulado High Stakes Holiday. No mesmo mês, McGraw foi homenageada como "Estrela Ascendente" de 2025 no CinemaCon.

## Filmografia

### Filmes
| Ano  | Título                         | Papel                | Notas        | Ref.   |
| ---- | ------------------------------ | -------------------- | ------------ | ------ |
| 2014 | American Sniper                | McKenna              |              | [ 13 ] |
| 2017 | Cars 3                         | Maddy McGear         | Voz          | [ 14 ] |
| 2018 | Ant-Man and the Wasp           | Young Hope van Dyne  |              | [ 15 ] |
| 2018 | Pacific Rim Uprising           | Young Amara          |              | [ 16 ] |
| 2019 | Toy Story 4                    | Bonnie Anderson      | Voz          | [ 14 ] |
| 2019 | The Mandela Effect             | Sam                  |              | [ 17 ] |
| 2021 | The Black Phone                | Gwen                 |              | [ 18 ] |
| 2021 | The Mitchells vs. the Machines | Young Katie Mitchell | Voz          | [ 19 ] |
| 2023 | Robbie Ain't Right No More     | Sarah                | Curta        | [ 20 ] |
| 2024 | The Curse of the Necklace      | Judith Davis         |              | [ 21 ] |
| 2025 | Black Phone 2 †                | Gwen                 | Pós-produção | [ 22 ] |
| ASA  | Captain Tsunami †              | Emma                 |              |        |
| ASA  | High Stakes Holiday †          | ASA                  |              | [ 23 ] |

### Televisão
| Ano       | Título                     | Papel         | Notas                                                                      | Ref.   |
| --------- | -------------------------- | ------------- | -------------------------------------------------------------------------- | ------ |
| 2014      | Bones                      | Molly Blake   | Episódio: "The Drama in the Queen"                                         | [ 24 ] |
| 2014      | Selfie                     | Little Girl   | Episódio: "Here's This Guy"                                                |        |
| 2016      | Clarence                   | Rita          | 3 episódios                                                                | [ 25 ] |
| 2016–17   | Outcast                    | Amber Barnes  | 14 episódios                                                               | [ 26 ] |
| 2018      | Reverie                    | Brynn         | 3 episódios                                                                | [ 27 ] |
| 2018      | Criminal Minds             | Naomi Shaw    | Episódio: "Ashley"                                                         | [ 28 ] |
| 2019      | A Christmas Wish           | Stella        | Lifetime                                                                   | [ 29 ] |
| 2021–2023 | Secrets of Sulphur Springs | Zoey Campbell | Papel principal                                                            | [ 30 ] |
| 2023      | What If...?                | Hope van Dyne | Voz; Episódio: "What If... Peter Quill Attacked Earth's Mightiest Heroes?" | [ 31 ] |

## Prêmios e indicações
| Prêmio                                  | Ano  | Categoria                                                     | Trabalho        | Result   | Ref.   |
| --------------------------------------- | ---- | ------------------------------------------------------------- | --------------- | -------- | ------ |
| CinemaCon Big Screen Achievement Awards | 2025 | Rising Star                                                   | Ela mesma       | Venceu   | [ 32 ] |
| Fangoria Chainsaw Awards                | 2023 | Best Supporting Performance                                   | The Black Phone | Venceu   | [ 33 ] |
| Saturn Awards                           | 2022 | Best Younger Performer in a Film                              | The Black Phone | Indicado | [ 34 ] |
| San Diego Film Critics Society          | 2023 | Best Youth Performance                                        | The Black Phone | Indicado | [ 35 ] |
| Young Artist Awards                     | 2015 | Best Performance in a Feature Film – Supporting Young Actress | American Sniper | Indicado | [ 36 ] |